# 黃一龍 (萬曆進士)
黃一龍（1562年—1598年），字鱗伯，號雲寰，福建漳州府海澄县民籍龍溪縣人。明朝政治人物、進士出身。

## 生平
父黄文豪，嘉靖丙辰進士，官至廉州府知府。一龙生而颖敏，比长，能为先秦两汉间言，每郡国及里中有所撰著，辄授简焉。
黄一龍举万历十年（1582年）壬午科乡试第八名，登十七年（1589年）己丑科三甲十二名進士，通政司觀政，六月授行人司行人，二十一年擢河南道御史，二十二年巡盐河東，二十四年出按廣東，丁憂歸，二十六年卒。所著有《延露编》数十卷行世。

## 家族
曾祖黄万忠。祖黄日华，封工部郎中。父黃文豪，丙辰進士，官廉州府知府。